# Oterki
Oterki (niem. Klein Ottern) – osada w Polsce położona w województwie warmińsko-mazurskim, w powiecie olsztyńskim, w gminie Kolno.
W latach 1975–1998 miejscowość należała administracyjnie do województwa olsztyńskiego.  Osada znajduje się w historycznym regionie Warmia.

## Historia
Na początku XX w. majątek ziemski w Oterkach o powierzchni 350 ha należał do rodziny Skowrońskich. Po 1945 utworzono tu Rolniczą Spółdzielnię Produkcyjną. Po rozwiązaniu spółdzielni majątek ziemski włączono do Rolniczego Rejonowego Zakładu Doświadczalnego Bęsia, po likwidacji RRZD w 1991, poprzez AWRSP Oterki trafiły do rąk prywatnych. Wybudowany tam w połowie XIX w. dwór jest w bardzo złym stanie technicznym.